# Sakura Kara no Tegami
Sakura Kara no Tegami (em português: "Cartas de uma cerejeira - Histórias de graduação AKB48") é um dorama exibido pela Nippon Television composto de 17 microepisódios e foi produzido em 2011, e estrelado pelo grupo AKB48. Ela conta a história de várias estudantes prestes a se formar, quando são surpreendidas por uma notícia inesperada: o professor está com uma doença terminal e tem apenas mais três meses de vida. A partir daí, cada personagem conta suas histórias até chegar ao episódio final, quando as histórias se conectam com o enredo principal.
A música tema "Sakura no Ki ni Narou" foi lançada como single em fevereiro de 2011. A série foi lançada posteriormente em DVD (Região 2).

## Sinopse
Em novembro de 2007, uma turma de garotas prestes a se graduarem da classe do ensino médio descobre que seu professor (pai de Atsuko Maeda) morrerá daqui a três meses por causa de um câncer terminal, e por isso se aposentou rapidamente. Ele escreve a cada um delas uma carta (em forma de testamento), e se deparam com várias dificuldades em seu último ano. As alunas são todos integrantes do AKB48.

## Curiosidades
- A música tema "Sakura no Ki ni Narou" foi lançada como single do AKB48 em 2011, por ser do tema Sakura/Graduação.

## Ligações Externas
- «Site Oficial». www.ntv.co.jp